# Cristina crassipes
Cristina crassipes is een hooiwagen uit de familie echte hooiwagens (Phalangiidae).